# Королівсько-індійський захист
Королівсько-індійський захист — шаховий дебют, який починається ходами:
1. d4 Кf6 
2. c4 g6

Чорні намагаються продовжувати 3…Сg7 та 4…d6. Захист Ґрюнфельда виходить, коли чорні натомість грають 3…d5 і вважається окремим дебютом. Основними варіантами третього ходу для білих є 3.Кc3, 3.Кf3 або 3.g3, ну і з можливістю гри Королівсько-індійського та Ґрюнфельда після цих ходів
Енциклопедія Шахових Дебютів (ECO) класифікує Королівсько-індійський захист кодами від E60 до E99.

## Характеристика
Королівсько-індійський захист є гіпермодерністичним дебютом, у якому чорні свідомо дозволяють білим контролювати центр пішаками з планом згодом атакувати їх ходами …e5 або …c5. До середини 1930-х, він загалом оцінювався підозрілим, але аналіз та гра 3 сильних вітчизняних гравців — Олександра Константинопольського, Ісаака Болеславського та Давида Бронштейна — допомогли популяризувати цей захист. Він є динамічним і комплексним дебютом і улюбленим колишніх чемпіонів світу Гаррі Каспарова, Боббі Фішера і Михайла Таля. Вклад у розвиток теорії та практики цього дебюту внесли видатні гросмейстери — Віктор Корчной, Мігель Найдорф, Юхим Ґеллер, Джон Нан, Светозар Ґліґорич, Вольфганг Ульман, Ілля Смірін, Теймур Раджабов і Дін Ліжень.